# Al Sapienza
Al Sapienza, född 31 juli 1962 i New York, är en amerikansk skådespelare.
Sapienza har bland annat medverkat i TV-serien Minx från 2022. Han har även medverkat i filmerna Megalodon från 2002 och Taken 3 från 2014.

## Filmografi (i urval)
- 2002 – Megalodon
- 2014 – Taken 3
- 2017 – xXx: Return of Xander Cage
- 2022 – Minx (TV-serie)